# Acontia plumbicula
Acontia plumbicula là một loài bướm đêm trong họ Noctuidae.